# Wajdi Mouawad
Wajdi Mouawad OC (arabisch وجدي معوض; Waǧdī Muʿawwaḍ; * 16. Oktober 1968 in Dair al-Qamar, Libanon) ist ein libanesisch-kanadischer Schriftsteller, Schauspieler und Regisseur. Er schreibt auf Französisch und lebt in Frankreich.

## Leben
Die maronitische Familie Mouawad wanderte 1976 aus dem Libanon zunächst nach Frankreich aus und von dort 1983 nach Québec (Kanada). Hier erhielt Wajdi Mouawad eine Schauspielausbildung an der École Nationale de Théâtre du Canada. Er gründete und leitete ein Theater in Montréal und avancierte zu einem der führenden neuen Talente im frankokanadischen Sprachraum. Unter dem Titel „Incendies“ wurde Verbrennungen 2003 in Montréal uraufgeführt. Als zweiter Teil einer geplanten Tetralogie wurde es ins Deutsche übersetzt. Für den ersten Teil („Littoral“ – „Küstengebiet“) erhielt Mouawad 2005 den Prix Molière als bester frankophoner Autor. Europäische Theaterfestivals wie das Festival d’Avignon (mit der Tetralogie Le sang des promesses) oder die Biennale Bonn haben Wajdi Mouawad als impulsgebenden jungen Autor wahrgenommen. Mit der deutschsprachigen Erstaufführung von Verbrennungen wurde er in Deutschland bekannt. Mouawad wurde für 2009 zum künstlerischen Berater für das Festival d'Avignon, Zyklus 63, ernannt. Verbrennungen wurde 2010 vom kanadischen Regisseur Denis Villeneuve in französischer Sprache als Die Frau, die singt verfilmt. Der Film war für den Oscar 2011 in der Rubrik Bester fremdsprachiger Film nominiert.
Mouawad war von 2007 bis 2012 künstlerischer Leiter am Théâtre français du Centre national des Arts d’Ottawa. Seit dem September 2011 war er künstlerisch beteiligt am Grand T, dem Theater im Département Loire-Atlantique in Nantes. Seit April 2016 ist er Leiter des Théâtre national de la Colline in Paris.
In der Spielzeit 2019/20 war Mouawads Stück Vögel im deutschsprachigen Raum an 14 Bühnen gleichzeitig auf dem Spielplan, unter anderem in Wien, Wiesbaden, Köln und Halle. Es wurde unterschiedlich umgesetzt: mehrsprachig oder nicht, das war die Frage.

## Rezeption
Nachdem jüdische Studierendenverbände 2022 Kritik an der Inszenierung von Mouawads Stück Vögel am Metropoltheater München geübt hatten, wobei sie von Charlotte Knobloch und der Recherche- und Informationsstelle Antisemitismus (RIAS) Bayern unterstützt wurden, setzte das Theater alle Vorstellungen aus. Das seit 2017 in Europa und Nordamerika aufgeführte Stück hatte in anderen Ländern keine Antisemitismusvorwürfe geerntet. Eine Aufführung 2018 im Cameri-Theater in Tel Aviv erhielt positive Rezensionen. Der Deutschlandfunk hatte Vögel 2019 in einer positiven Rezension als „Stück der Stunde“ bezeichnet, in Paris war die erste Aufführung des Stücks von Israel finanziell unterstützt worden und wegen seiner israelischen Finanzierung 2019 Gegenstand von Boykottaufrufen der propalästinensischen BDS-Bewegung gewesen.

## Werke
Theaterstücke
- Himmel (frz. Ciels) Übers. Uli Menke. Uraufführung: Au Carré de l'Hypoténuse/Abé Carré Cé Carré/Festival d'Avignon, 18. Juli 2009, Regie: Wajdi Mouawad. Deutschspr. EA. Junges Schauspielhaus Hamburg 20. Februar 2015, Regie: Konradin Kunze
- Hochzeit bei den Cromagnons. (frz. Journée de noces chez les Cromagnons.) Urauff. Théâtre d’Aujourd’hui, Montréal 1992. Regie Wajdi Mouawad. Deutschspr. EA Staatstheater Kassel 10. April 2015, Regie Gustav Rueb
- Alphonse. Leméac, Montréal 1993, ISBN 978-2-7609-9926-8
- Willy Protagoras enfermé dans les toilettes. 1998
- Les mains d'Edwige au moment de la naissance. 1999
- Le songe. Kurzstück, 1996
- Couteau. Kurzstück, 1997
- Küste. (frz. Littoral) W. M. in Zusammenarbeit mit Isabelle Leblanc. Übers. Uli Menke. Urauff. Théâtre Ô Parleur - Festival de théâtre des Amériques, Montréal 1997. Regie Wajdi Mouawad. Deutschspr. EA Staatstheater Mainz, 19. Februar 2011. Regie André Rößler
- Rêves. („Träume“, 1999)
- Pacamambo. 2000
- La orte est un cheval. Kurzstück, 2002
- Un Obus dans le cœur. („Eine Granate im Herzen“, 2005) nach seinem Roman „Visage retrouvé“
- Verbrennungen. (frz. Incendies.) Übers. Uli Menke. Urauff.: Théâtre de Quat’Sous - Festival de théâtre des Amériques und Théâtre Ô Parleur - Théâtre Hexagone, Meylan, 14. März 2003. Regie Wajdi Mouawad. Bundesdeutsche Erstaufführungen am 13. Oktober 2006, Deutsches Theater Göttingen und Staatstheater Nürnberg. Inszenierung Georg Schmiedleitner. Österreichische Erstauff. am 28. September 2007 am Akademietheater (Wien). Printausg. Verlag der Autoren, 2015, ISBN 3-88661-299-6
- Lettre d'amour d'un jeune garçon (qui dans d'autres circonstances aurait été poète, mais qui fut poseur de bombes), à sa mère morte depuis peu. Kurzstück, 2005
- John. 2005
- Die Durstigen. W. M. unter Mitarbeit von Benoît Vermeulen. Übers. Uli Menke. Jugendtheater. (frz. Assoiffés.) Urauff. Théâtre Le Clou, Montréal, 12. Oktober 2006; Regie Benoît Vermeulen. Deutschspr. EA: Staatstheater Mainz, 5. November 2009, Regie André Rößler
- Wälder. Übers. Uli Menke. (frz. Forêts.) Urauff. Au Carré de l’hypoténuse - Abé carré cé carré, Espace Malraux, Chambéry, 7. März 2006. Regie Wajdi Mouawad. Deutschsprachige EA: Staatstheater Darmstadt, 9. Oktober 2009. Regie Axel Richter. Printausgabe Verlag der Autoren, 2009, ISBN 3-88661-324-0
- Der Sonne und dem Tod kann man nicht ins Auge sehen. Übers. Uli Menke (frz. Le soleil ni la mort ne peuvent se regarder en face.) UA: Théâtre national de Bordeaux en Aquitaine, 2008, Regie Dominique Pitoiset. Deutschspr. EA: Schaubühne am Lehniner Platz, Berlin, 24. Oktober 2008, Regie: derselbe
- Temps. („Zeit“) Uraufführung am 3. März 2011, Theaterfestival F.I.N.D. in der Schaubühne am Lehniner Platz
- Seuls - Chemin texte et peintures, Leméac/Actes Sud, 2008 (ISBN 978-2-7427-7986-4)
- Ciels Actes Sud, 2009 (ISBN 978-2-7427-8381-6) (partie 4 du cycle Le Sang des Promesses)
- Journée de noces chez les Cromagnons coédition Leméac/Actes Sud-Papiers, 2011 (ISBN 978-2-7427-9612-0)
- Sœurs coédition Leméac/Actes Sud-Papiers, 2015 (ISBN 978-2-330-04701-6)
- Une chienne Actes Sud-Papiers, 2016 (ISBN 978-2-330-06034-3)
- Inflammation du verbe vivre Actes Sud-Papiers, 2016 (ISBN 978-2-330-06035-0)
- Les Larmes d’Œdipe Actes Sud-Papiers, 2016 (ISBN 978-2-330-06037-4)
- Victoires Actes Sud-Papiers, 2017 (ISBN 978-2-330-07248-3)
- Tous des oiseaux Actes Sud-Papiers, 2018 (ISBN 978-2-330-09754-7)

Prosa
- Visage retrouvé. Roman („Wiedergefundenes Gesicht“). Leméac, Montréal und Actes Sud, Arles 2002, ISBN 978-2-7609-2306-5; wieder 2010, ISBN 978-2-7609-2955-5[6]
- „Je suis le méchant!“ Gespräche mit dem Regisseur André Brassard. Leméac, Montréal, und Actes Sud, Arles 2004, ISBN 978-2-7609-0393-7
- Anima. Roman. Leméac, Montréal und Actes Sud, Arles 2012, ISBN 978-2-7609-0829-1
  - auf Deutsch: Anima. Roman. Übers. Sonja Finck. Deutscher Taschenbuch Verlag, dtv premium 26021. München 2014, ISBN 978-3-423-26021-3
    - Rezension: Katharina Granzin, Kakerlaken erzählen anders als Pferde. Mit indianischen Mythen auf den Spuren des  libanesischen Bürgerkriegs. Die Tageszeitung, taz, 7. Juni 2014, S. 27
    - Rezension: Laura Strack, WDR 3, Mosaik (Magazin), 2. Juli 2014, Mskr. über die Mosaik-Seiten als .pdf aufrufbar
    - Rezension: Sylvia Staude, Grauhörnchen erzählt. Frankfurter Rundschau 25. Juni 2014, Bereich „Literatur“ online
    - Rezension: Gesa Wegeng, Dieses Buch ist auf eine verstörende Art wirklich ziemlich genial und besonders. WDR, 1 Live, vom 16. Juni 2014
    - Rezension: jwc (Kürzel), Die Bestie Mensch. NZZ, Feuilleton, vom 26. August 2014
- Les animaux ont une histoire. CD. Coll. Bibliothèque sonore, 1.

## Regiearbeit
- 2011: Theaterfestival Avignon Femmes (Frauen): Verknüpfung der Sophokles-Stücke Die Trachinerinnen, Antigone und Elektra

## Auszeichnungen
- 2002: Chevalier de l’Ordre des Arts et des Lettres durch den französischen Kultusminister für sein Gesamtwerk
- 2005: Molière als bester frankophoner Autor in der Sparte Theater
- 2009: Officer des Order of Canada
- 2012: Le Grand Prix SGDL Thyde Monnier für 'Anima'[7]
- 2013: Prix Méditerranée für 'Anima'[8]
- 2013: Prix Littéraire du 2ème Roman für 'Anima', siehe in Französisch
- 2013: Prix Phénix für 'Anima'; dieser Preis wird verliehen für auf den Libanon bezogene frankophone Literatur[9]
- 2013: Auf der Auswahlliste (mit 5 Titeln) des Prix des Libraires du Québec für 'Anima', in der Kategorie Erwachsene/Romane aus Quebec[10]
- 2015: Prix Lire en Poche de littérature francaise für 'Anima'[11]
- 2020: 1. Europäischer Dramatiker:innen Preis[12]